# Le Prisonnier de Zenda (film, 1913)
Pour les articles homonymes, voir Le Prisonnier de Zenda.
Le Prisonnier de Zenda (titre original : The Prisoner of Zenda) est un film muet américain réalisé par Hugh Ford et Edwin S. Porter, sorti en 1913.
Il s'agit de la première adaptation du roman d'Anthony Hope, publié en 1894. Deux remakes seront tournés en 1937 et 1952.

## Synopsis
Rodolphe Rassendyll, un touriste anglais, arrive à Strelsau, capitale d'un pays imaginaire d'Europe Centrale, la Ruritanie. Il y rencontre un lointain cousin dont il est le parfait sosie, le prince héritier Rodolphe V. Celui-ci doit être couronné Roi le lendemain, mais à l'issue de la soirée que les deux parents éloignés passent ensemble, le futur souverain ne peut être ranimé : il a bu un vin drogué par une complice de son demi-frère, Michael de Strelsau, lequel escompte se proclamer Régent du Royaume, en l'absence à la Cérémonie du Couronnement de Rodolphe V, puis faire assassiner ce dernier pour accéder ainsi au Trône. Mais deux fidèles du prince légitime, le Colonel Zapt et Fritz von Tarlenheim, font accepter par Rassendyll qu'il joue le rôle de souverain au couronnement, grâce à cette providentielle ressemblance. Les choses se compliquent lorsque Rodolphe V, toujours endormi, est enlevé le même jour par le mercenaire Rupert de Hentzau ; en outre, Rassendyll tombe amoureux de la Princesse Flavia, promise en mariage au prince héritier...

## Fiche technique
- Titre : Le Prisonnier de Zenda
- Titre original : The Prisoner of Zenda
- Réalisation : Hugh Ford et Edwin S. Porter
- Scénario : Hugh Ford d'après le roman d'Anthony Hope
- Production : Albert W. Hale et Adolph Zukor
- Pays de production : États-Unis
- Format : Noir et blanc - 1,33:1 - Film muet
- Genre : Film d'aventures / Film de cape et d'épée
- Date de sortie : États-Unis : 18 février 1913

## Distribution
- James Keteltas Hackett : Rudolf Rassendyll
- Beatrice Beckley : Princesse Flavia
- David Torrence : Michael, Duc de Strelsau
- Fraser Coalter : Colonel Zapt
- William R. Randall : Fritz von Tarlenheim
- Walter Hale : Rupert de Hentzau
- Minna Gale : Antoinette de Mauban
- Frank Shannon : Detchard

## Remakes
- 1937 : Le Prisonnier de Zenda réalisé par John Cromwell.
- 1952 : Le Prisonnier de Zenda réalisé par Richard Thorpe.